# Sádrovec
Sádrovec, chemický vzorec CaSO4·2H2O (hydratovaný síran vápenatý, dihydrát síranu vápenatého), je jednoklonný minerál.

## Původ
Sedimentární, vysrážením z mořské vody v mělkých zálivech (viz také halit). Dále hydrotermální, z vulkanických plynů (fumaroly) a příležitostně jako druhotný minerál v oxidační zóně sulfátových usazenin.

## Morfologie
Je známo asi 70 tvarů krystalů, mezi nejrozšířenější patří tabulky, prizmatické, jehličkovité a čočkovité tvary. Často dvojčatí (vlaštovčí ocasy). Jemně krystalický až celistvý, dále tvoří vláknité a jemně vláknité agregáty, růžice, konkrece.

## Vlastnosti
- Fyzikální vlastnosti: Tvrdost 1,5–2, hustota 2,3–2,4 g/cm³, štěpnost dokonalá podle {010} a zřetelná podle {100} a {011}. Ohebný. Špatně vede teplo.
- Optické vlastnosti: Barva: bezbarvý, podle příměsí bílá, šedá, žlutá, namodralá, hnědá. Lesk perleťový na štěpné ploše {010}, na ostatních plochách skelný. Průhlednost: průhledný až průsvitný, vryp bílý.
- Chemické vlastnosti: Složení: Ca 23,28 %, S 18,62 %, O 55,76 %, H 2,34 %, časté příměsi živičných a jílovitých látek. Rozpouští se v horké HCl a v teplé vodě. Při žíhání v baničce uvolňuje vodu a lupenatí.

## Odrůdy
- Mariánské sklo – velké průhledné desky tabulkovitých krystalů, podobné slídě.
- Selenit – vláknité agregáty s perleťovým leskem.
- Pouštní růže – hnědé, okrové či narůžovělé růžice a jemné vláknité agregáty s uzavřeninami písku.[p 1]

- Alabastr (úběl) – jemně zrnitý až celistvý, zářivě bílé barvy .

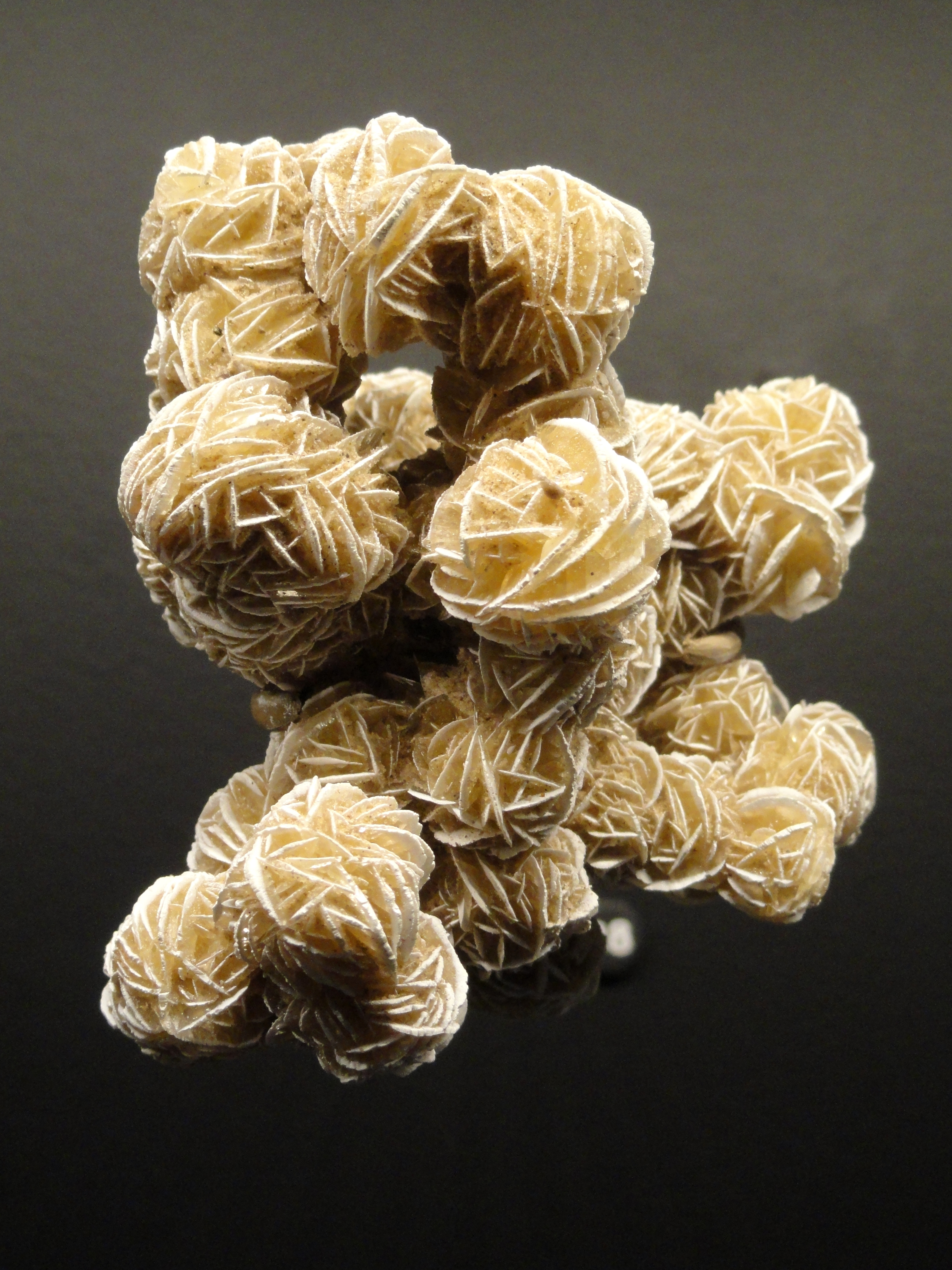
Pouštní růže
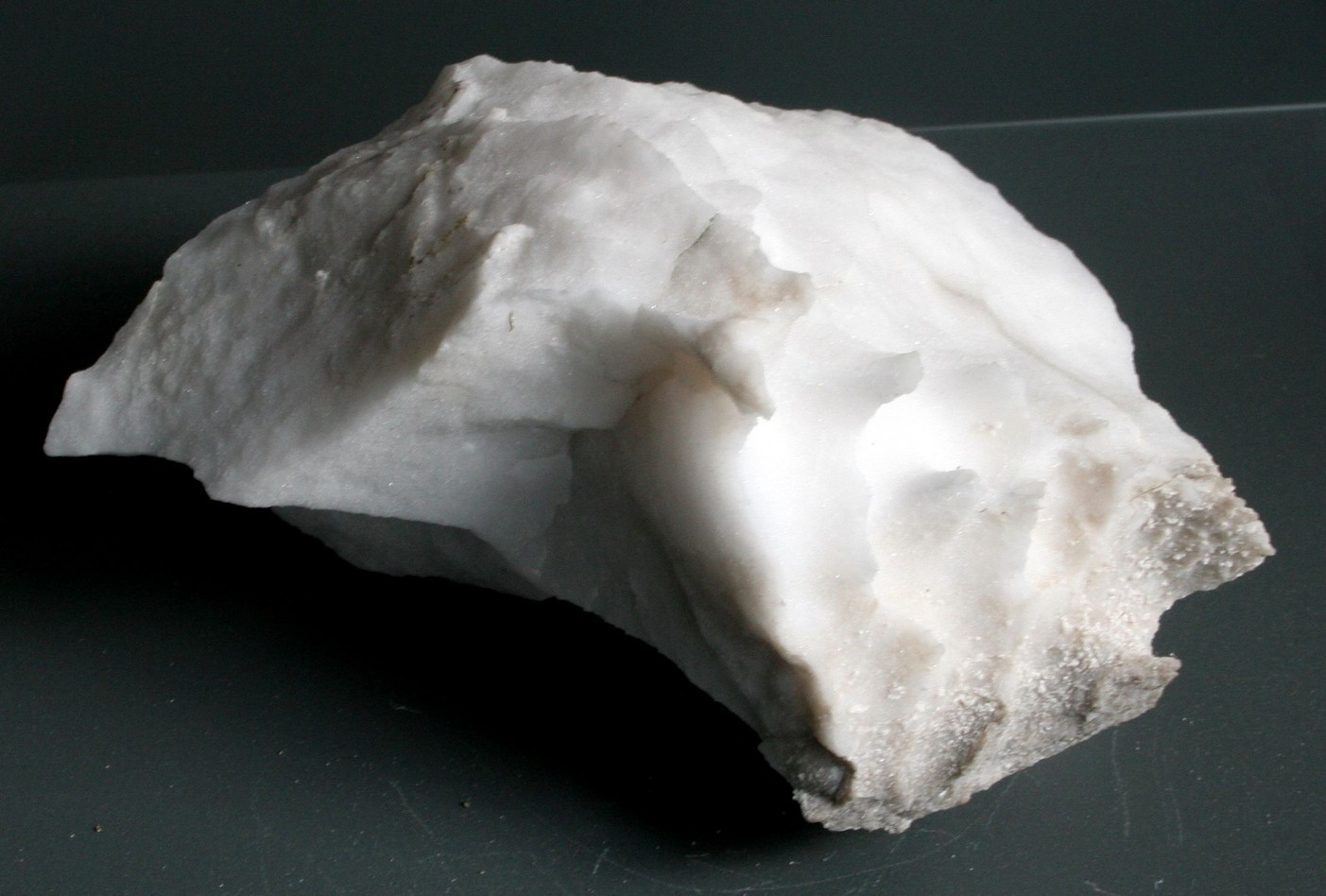
Alabastr
Vlaštovčí ocas – dvojčatný srůst.

## Využití

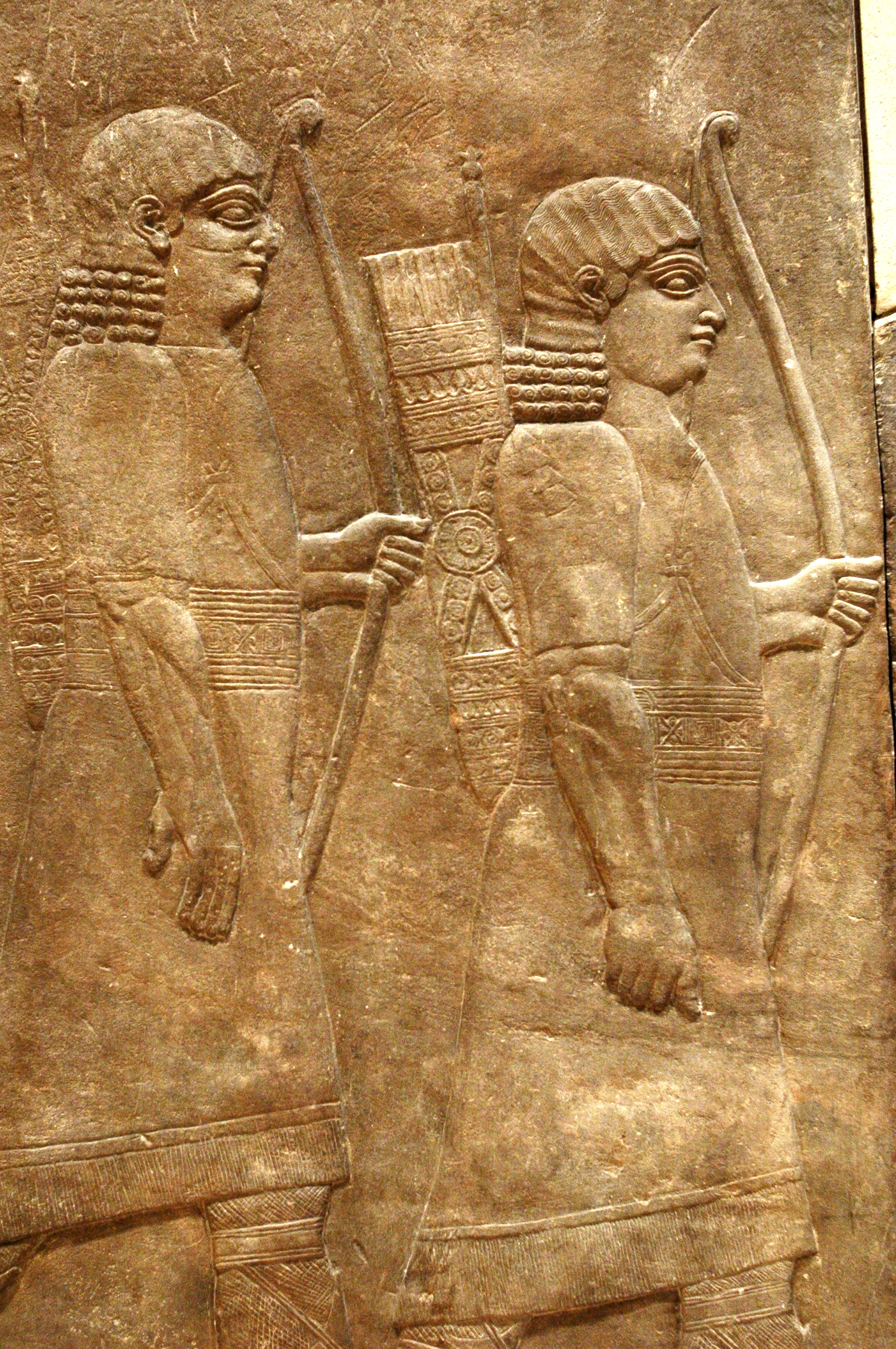
Aššurbanipalova stráž, Ninive.

Ve stavebnictví se částečně vypálený sádrovec používá jako pálená sádra a přísada do cementů, dále se používá v sochařství, v medicíně, v sklářském průmyslu nebo jako hnojivo. Z alabastru vyráběly ozdobné předměty již starověké civilizace.

## Naleziště
Sádrovec je běžný minerál, proto jsou jeho naleziště hojná.
- Česko – menší ložiska Kobeřice a Kateřinky, Zbýšov (mariánské sklo), Oslavany, Zastávka [1]

- Slovensko – Zlatá Baňa, Banská Štiavnica, Novoveská Huta (alabastr), Vlkanová u Zvolena (mariánské sklo)
- Polsko – Wieliczka a Bochnia (společně s ložisky soli)
- Německo – největší ložiska z období permu a triasu
- Francie – ložiska z období terciéru
- Itálie – ložiska z období terciéru, Volterra (sochařský alabastr)
- Chorvatsko – Knin
- USA – společně s anhydritem a solí ve státech New York, Kansas, Michigan, Nové Mexiko aj.
- Mexiko – důl Naica, Chihuahua, Jeskyně krystalů (krystaly větší než 1 m); důl Bueno Tierra v Santa Eulalia – objevena drůza o délce okolo 100 metrů s jednotlivými krystaly tlustými jako strom, které měří až 3 metry.[2]

## Podobné minerály
- Anhydrit
- Kalcit
- Kryolit